# José Luis y su guitarra
José Luis Martínez Gordo, conegut artísticament com a José Luis y su guitarra (Jaén, 11 de juny de 1935-Còrdova, 2 de febrer de 2016), va ser un cantant i actor espanyol que va tenir la seva època de major ocupació en les dècades de 1950 i 1960.
Pioner a Espanya en la cançó d'autor, va aprendre a tocar la guitarra quan era estudiant de l'Escola d'Enginyers Tècnics d'Obres Públiques, època en la qual també era membre de l'estudiantina de la seva universitat.
Va començar a gravar cançons en un magnetòfon de bobina, presentant-les en 1958 a Radio Madrid. Aquestes van ser ben acollides, per la qual cosa José Luis va passar a tenir un programa setmanal propi en aquella emissora. Va rebre moltes ofertes de discogràfiques, decidint signar finalment per Philips.
El seu primer àlbum, editat en 1958, incloïa el tema «Mariquilla», dedicat a la seva xicota de sempre, amb la qual es va casar l'estiu de l'any següent. Es va convertir en una les cançons que més famoses de 1958, i l'èxit va arribar fins a Iberoamèrica, principalment a l'Argentina.
Després de publicar diversos extended play, en 1962 va aconseguir una plaça de funcionari d'Obres Públiques i va decidir deixar el món de la música per centrar-se en el seu treball i la seva família. Després de la seva jubilació es va instal·lar a Còrdova, ciutat que va adoptar com a part d'ell, la qual cosa va provocar que molts mitjans el consideressin cordovès. Les peticions de retorn es van veure recompensades amb la publicació de dos discos en 1966.
L'èxit en 1978 d'una nova versió de «Mariquilla», interpretada per José Domingo Castaño, li va fer plantejar-se tornar a actuar.
En 1995 va ser entrevistat en alguns mitjans amb motiu de la reedició d'un disc seu que contenia vells temes amb la seva veu original, però amb nous arranjaments.
Va morir a Còrdova el 2 de febrer de 2016 a causa d'una complicació cardíaca.

## Discografia
- EP "Mariquilla" (Philips, 1958).
- 14 EP (Philips, 1959-1963).
- EP "La luna clara" (Philips, 1966).
- Senzill "Gibraltar" (Philips, 1966).
- Éxitos de José Luis y su guitarra (Philips, 1967).
- José Luis y su guitarra (Mercury, 1995).
- Sus primeros EP en Philips (Rama-Lama, 1999).

## Filmografia
- Melodías de hoy.
- Pasa la tuna.